# Trenton Hassell
Trenton Lavar Hassell (Clarksville, Tennessee, 4. ožujka 1979.) američki je profesionalni košarkaš. Igra na poziciji niskog krila, a trenutačno je član NBA momčadi New Jersey Netsa. Izabran je u 2. krugu (30. ukupno) NBA drafta 2001. od strane Chicago Bullsa.

## NBA karijera
Izabran je kao 30. izbor NBA drafta 2001. od strane Chicago Bullsa. U svojoj rookie sezoni, Hassell je ostvario 78 nastupa te je prosječno postizao 8.7 poena, 3.3 skokova i 2.3 asistencije. U drugoj sezoni s Bullsima, Hassell je odigrao 82 utakmice od toga startajući u njih 53. Ostvario je prosjek od 4.2 poena, 3.1 skokova i 1.8 asistencija za 24.4 minuta u igri. U kolovozu 2003. Hassell je otpušten iz Bullsa, te je šest dana kasnije potpisao za Minnesota Timberwolvese. Tamo se zadržao sve do kraja sezone 2006./07. kada je mijenjan u Dallas Maverickse u zamjenu za Grega Bucknera. 19. veljače 2008. Hassell je mijenjan u New Jersey Netse zajedno s Devinom Harrisom, DeSaganom Diopom, Mauriceom Agerom i Keithom Van Hornom u zamjenu za Jasona Kidda, Malika Allena i Antoinea Wrighta.

## NBA statistika

### Regularni dio
| Godina    | Klub       | Odig. uta. | Uta. poč. | Min. | 2P%  | 3P%  | Sl. bac.% | Skok. | Asist. | Ukr. lop. | Blok. | Poena |
| --------- | ---------- | ---------- | --------- | ---- | ---- | ---- | --------- | ----- | ------ | --------- | ----- | ----- |
| 2001./02. | Chicago    | 78         | 47        | 28.7 | .425 | .364 | .763      | 3.3   | 2.2    | .7        | .6    | 8.7   |
| 2002./03. | Chicago    | 82         | 53        | 24.4 | .367 | .325 | .745      | 3.1   | 1.8    | .6        | .7    | 4.2   |
| 2003./04. | Minnesota  | 81         | 74        | 28.0 | .465 | .308 | .787      | 3.2   | 1.6    | .4        | .7    | 5.0   |
| 2004./05. | Minnesota  | 82         | 51        | 25.2 | .474 | .091 | .789      | 2.7   | 1.6    | .4        | .4    | 6.6   |
| 2005./06. | Minnesota  | 77         | 67        | 32.6 | .464 | .304 | .744      | 2.8   | 2.6    | .6        | .4    | 9.2   |
| 2006./07. | Minnesota  | 76         | 68        | 29.3 | .490 | .240 | .783      | 3.2   | 2.7    | .3        | .3    | 6.7   |
| 2007./08. | Dallas     | 37         | 6         | 12.5 | .463 | .250 | .500      | 1.2   | .7     | .2        | .0    | 2.1   |
| 2007./08. | New Jersey | 26         | 0         | 11.9 | .364 | .200 | .750      | 1.5   | .6     | .2        | .1    | 1.8   |
| 2008./09. | New Jersey | 53         | 31        | 20.6 | .450 | .250 | .800      | 2.8   | 1.0    | .4        | .3    | 3.7   |
| Ukupno    |            | 592        | 397       | 25.6 | .447 | .323 | .767      | 2.8   | 1.8    | .4        | .4    | 5.9   |

### Doigravanje
| Godina    | Klub      | Odig. uta. | Uta. poč. | Min. | 2P%  | 3P%  | Sl. bac.% | Skok. | Asist. | Ukr. lop. | Blok. | Poena |
| --------- | --------- | ---------- | --------- | ---- | ---- | ---- | --------- | ----- | ------ | --------- | ----- | ----- |
| 2003./04. | Minnesota | 18         | 18        | 26.2 | .521 | .500 | .813      | 2.4   | 1.5    | .6        | .4    | 7.7   |
| Ukupno    |           | 18         | 18        | 26.2 | .521 | .500 | .813      | 2.4   | 1.5    | .6        | .4    | 7.7   |

## Vanjske poveznice
- Profil na NBA.com
- Profil  Arhivirana inačica izvorne stranice od 9. travnja 2014. (Wayback Machine) na Basketball-Reference.com